# Saadeddine Othmani

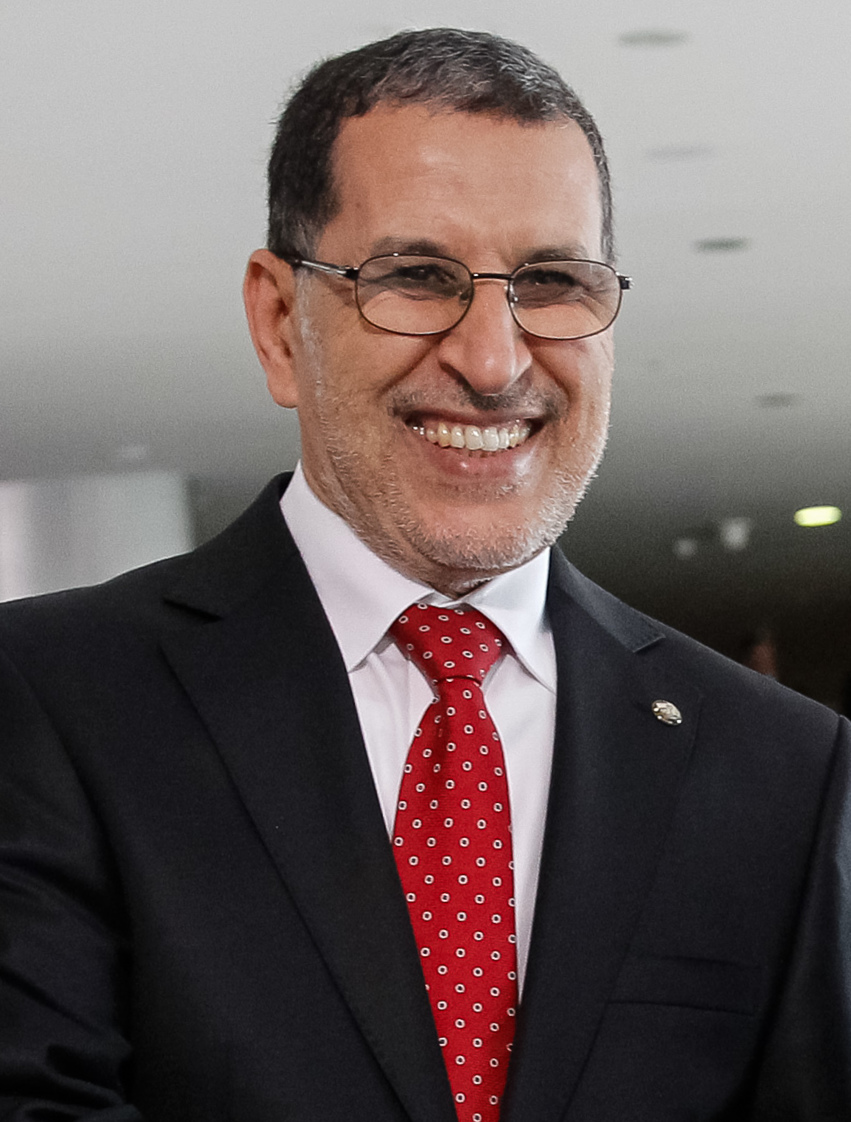
Saadeddine Othmani (2018)

Saadeddine Othmani (arabisch سعد الدين العثماني, DMG Saʿd ad-Dīn al-ʿUṯmānī; * 16. Januar 1956 in Inezgane) ist ein marokkanischer Politiker (Partei für Gerechtigkeit und Entwicklung) und der Premierminister  von Marokko von März 2017 bis 10. September 2021. Seine Partei wird dem islamistischen Lager des Landes zugerechnet.

## Leben
Othmani ist Mediziner (Doktor 1986) und Psychiater (1994). Er erwarb Titel in Islamkunde. Von Othmani stammen zahlreiche Bücher über Psychologie und islamisches Recht. Er war Chefredakteur vieler Zeitschriften und Autor diverser Veröffentlichungen. Nachdem sich Abdelkrim al-Chatib 2004 aus der Politik verabschiedete, wurde Othmani Führer der Partei für Gerechtigkeit und Entwicklung.
Bei den Wahlen 2007 wurde Othmanis Partei ein Stimmengewinn vorhergesagt, jedoch siegte die Istiqlal und Othmani zeigte sich enttäuscht.
Er war Außenminister Marokkos vom 3. Januar 2012 bis zum 10. Oktober 2013 in der Regierung von Abdelilah Benkirane, bis er angesichts ausbleibender diplomatischer Erfolge von Salaheddine Mezouar abgelöst wurde. Positiv wurde ihm ein erfolgreicher Besuch im Nachbarstaat Algerien angerechnet, welcher zumindest vorübergehend zu einem deutlich versöhnlicheren Grundton zwischen den beiden verfeindeten Ländern geführt hatte.
Nach dem Scheitern der neuerlichen Regierungsbildung seines Parteikollegen Benkirane wurde Othmani am 17. März 2017 von König Mohammed VI. zum Ministerpräsidenten designiert und übernahm das Amt am 5. April 2017.
Seitdem bildet seine Partei PJD zusammen mit den Parteien Nationale Sammlung der Unabhängigen, Partei des Fortschritts und des Sozialismus, Sozialistische Union der Volkskräfte und der Volksbewegung eine Koalition.